# Efekt Einsteina-de Haasa

Zestaw doświadczalny do obserwacji zjawiska

Efekt Einsteina de Haasa – zjawisko fizyczne, w którym zmiana momentu magnetycznego swobodnego ciała powoduje obrót tego ciała w osi pola magnetycznego. Jest wystarczająco silny, aby można go było zaobserwować w materiałach ferromagnetycznych.
Efekt należy do grupy zjawisk magnetomechanicznych, w których obserwuje się związek między momentem pędu a momentem magnetycznym ciała.
Efekt został przewidziany przez O.W. Richardsona w 1908 roku. Został nazwany na cześć Alberta Einsteina i Wandera Johannesa de Haasa, którzy opublikowali dwa artykuły w 1915 roku, twierdząc, że dokonali pierwszej eksperymentalnej obserwacji tego efektu.
Efekt ten wynika z zasady zachowania momentu pędu, w skład którego wchodzi moment pędu mechaniczny oraz spin elektronów. Zmiana momentu magnetycznego atomów wywołana jest ustawianiem się momentów magnetycznych atomów zgodnie z kierunkiem pola magnesującego. Wywołuje to zmianę ich momentów mechanicznych. Zgodnie z zasadą zachowania momentu pędu zmiana ta jest kompensowana przez zmianę momentu pędu ciała.